# Derby éternel (Bulgarie)
Pour les articles homonymes, voir Derby éternel.
La rivalité entre le CSKA Sofia et le Levski Sofia, se réfère à l'antagonisme entre les deux principaux clubs de football de Sofia, la capitale bulgare.
Le Levski Sofia est créé en 1914 et dispute ses matchs au stade Georgi Asparoukhov, le CSKA voit le jour en 1948 et évolue soit au stade de l'armée bulgare soit au stade Vassil Levski. Les confrontations opposent les deux clubs les plus titrés et populaires du pays et leurs valent le surnom de « Derby éternel » (bulgare : Вечно дерби).

## Navigation